# Schiffgraben (Gewässer)

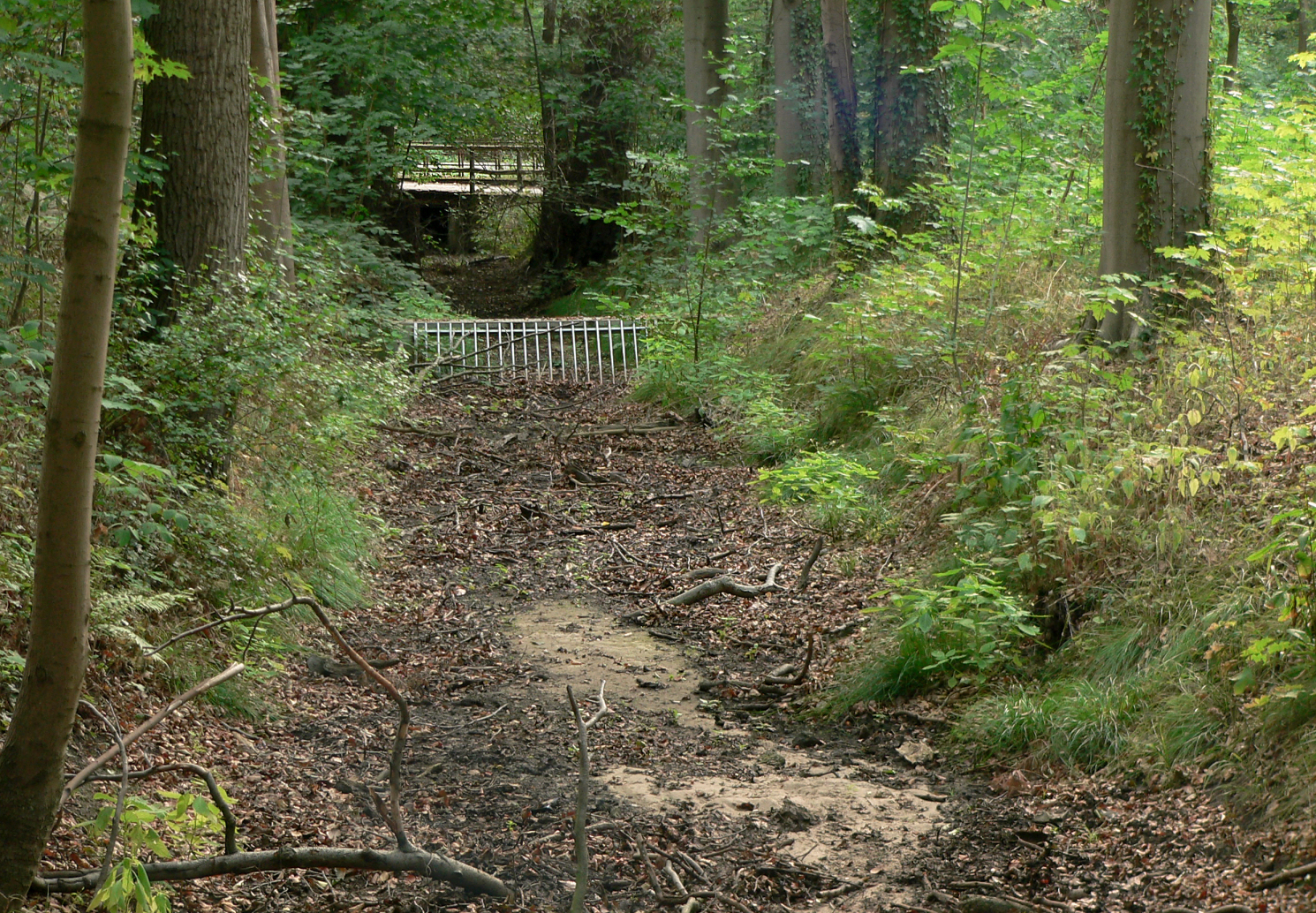
Der Schiffgraben in einem ursprünglichen Bereich der Eilenriede, ausgetrocknet während der Dürre und Hitze 2022

Der Schiffgraben, niederdeutsch auch Scheepgraben, war ein etwa neun Kilometer langer, im Mittelalter künstlich von der Stadt Hannover angelegter Wasserlauf  für den Transport von Torf und Holz. Er gab der innerstädtischen Straße Schiffgraben ihren Namen.

## Geographie

### Verlauf
Vom ursprünglichen Verlauf des Schiffgrabens hat sich bis heute nur ein 700 Meter langes Teilstück erhalten, dass im Stadtwald Eilenriede liegt. In diesem Bereich hat der Graben eine Weite von sieben Metern und eine Sohlbreite von drei Metern bei einer Tiefe bis zu zwei Metern. Der übrige Lauf des Schiffgrabens ist durch Bebauung und Straßenbau, wie durch den Messeschnellweg, verändert worden und hat nicht mehr die alte Linienführung. In der Eilenriede verläuft er größtenteils unter der Bezeichnung Bauerngraben und wird auch Neuer Schiffgraben genannt.

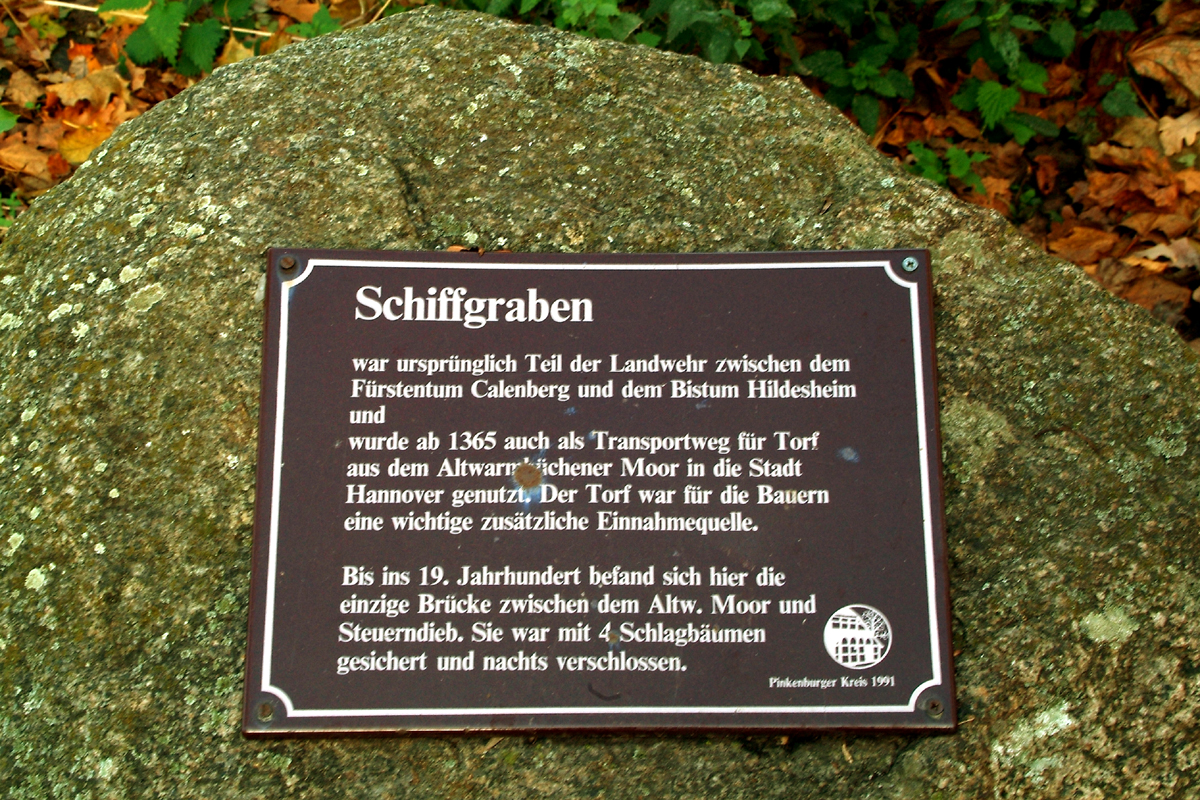
Gedenkstein gegenüber der Pinkenburg in Groß Buchholz am ehemaligen Verlauf des Schiffgrabens
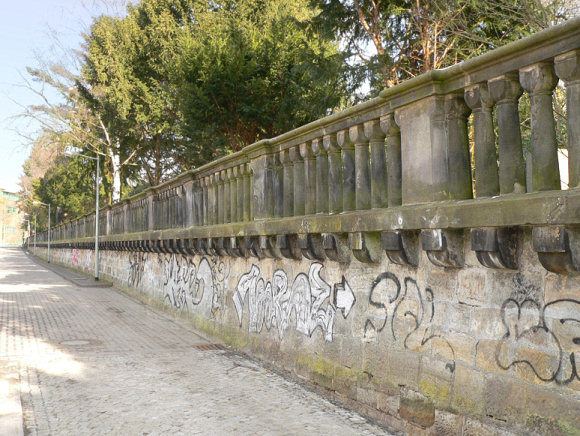
Frühere Gewässerbalustrade des Schiffgrabens heute am Stadtfriedhof Engesohde
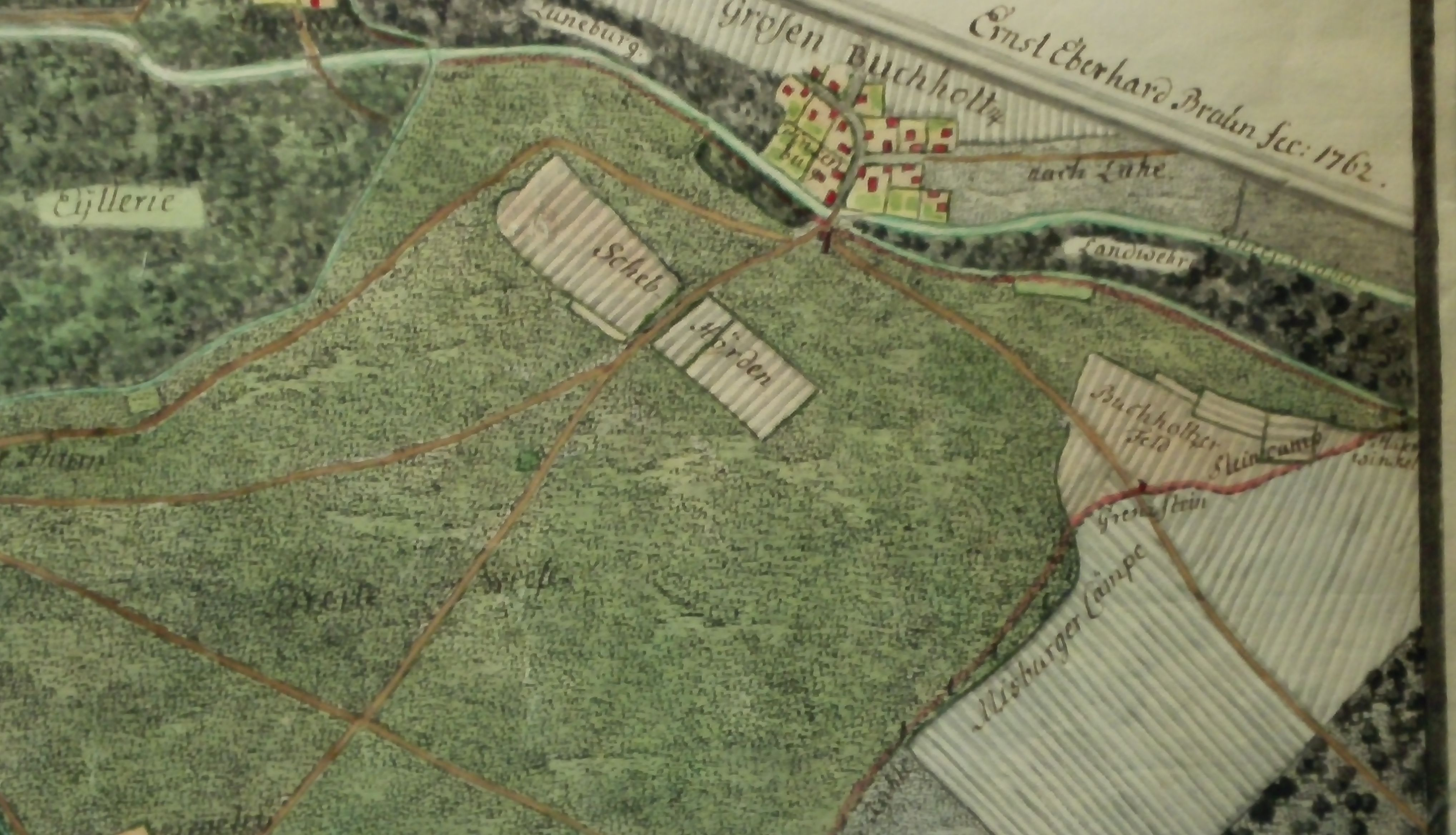
Der „Scheepgraben“ (Schriftzug oben rechts im hellblau gedruckten Gewässerverlauf, nur vergrößert zu erkennen) bei Groß Buchholz in Ernest Eberhard Brauns Plan von 1762
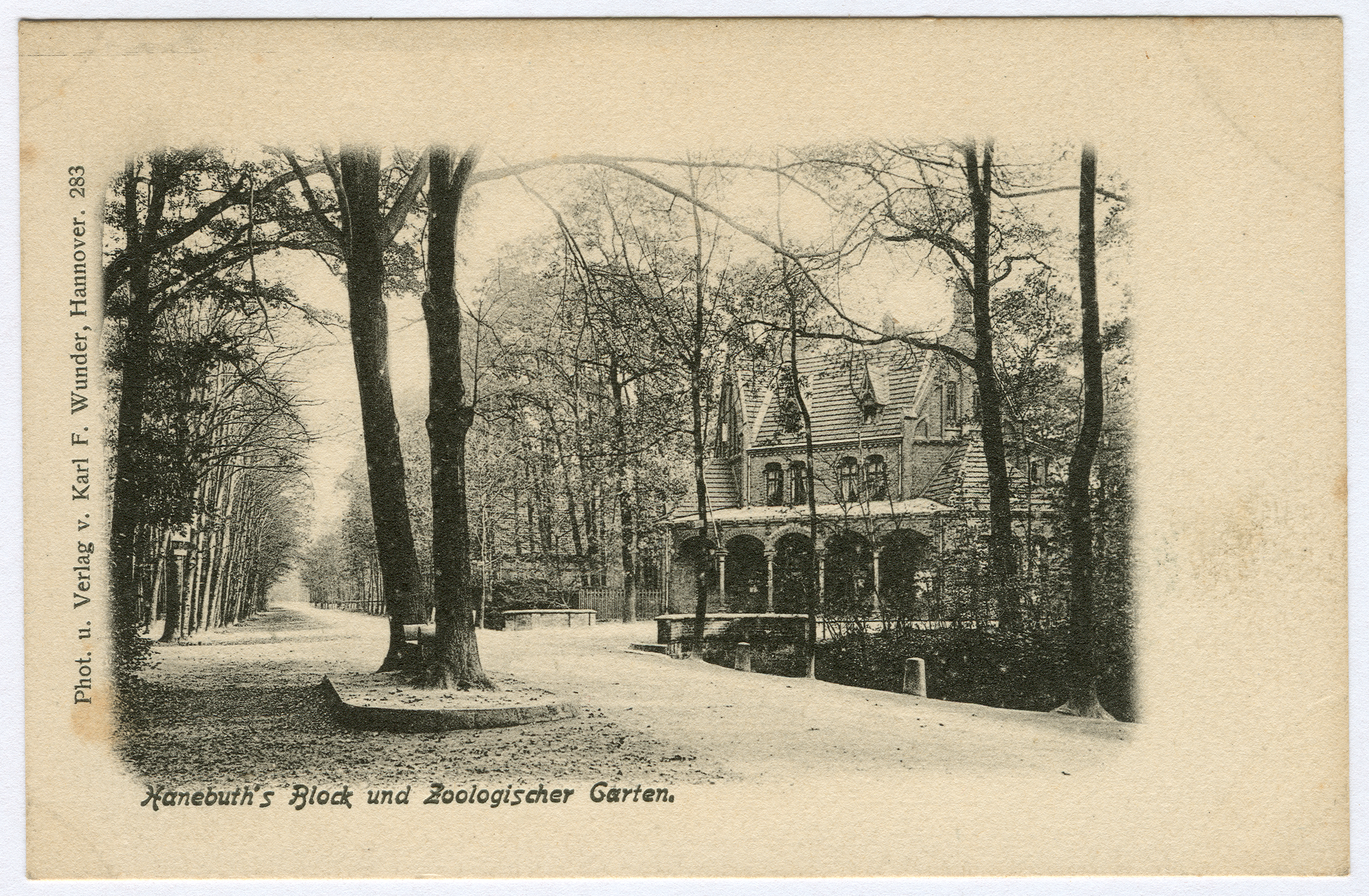
Der noch offen liegende Schiffgraben 1908, rechts der ehemalige Eingang des Zoo Hannover

## Zustand
In der Gewässergüte wurde der Schiffgraben zuletzt 2003 ebenso wie die anderen Eilenriede-Gräben als kritisch belastet eingestuft. Dies ist bedingt durch schadstoffbelastete Regenzuflüsse von Gewerbe- und Straßenverkehrsflächen. Das in den Wasserlauf gefallene Laub verbraucht große Mengen an Sauerstoff, was sich in der Bildung von (sauerstofffreiem) Faulschlamm widerspiegelt.

## Geschichte
Der Wasserlauf diente seit dem Jahre 1356 als Kanal, auf dem Torf- und Holztransporte aus dem Altwarmbüchener Moor in die Stadt erfolgten. Er begann am Moor und führte durch die Eilenriede zum Aegidientor.  Bei zu hohem Wasserstand konnte überschüssiges Wasser von dort über zwei Abflüsse in die Leine abgeleitet werden. Der Abschnitt zwischen Steuerndieb und Altwarmbüchen gehörte zum Befestigungssystem der Hannoverschen Landwehr. Im Niederdeutschen hieß der Wasserweg Schepgraben, so noch in einem Stadtplan von 1762 von Ernest Eberhard Braun („Situation der Stadt Hannover...“) in der Schreibung Scheepgraben.
Wenn der Graben verschlammt war und er deswegen zu wenig Wasser führte, wurde er unpassierbar. Im Jahre 1746 machte die Stadt Hannover deswegen den Wasserweg durch den Bau von Schleusen wieder für Torfschiffe befahrbar – und zwar auch für eigene Torfschiffe. Grund dafür war eine Preiserhöhung für Torf wegen bestehender Brennmittelknappheit. Die Torfbauern aus Altwarmbüchen, die ihr Brennmaterial bisher allein auf den hannoverschen Märkten angeboten hatten, fürchteten Konkurrenz im Torfhandel und sabotierten den Graben durch Zuschütten. Trotzdem wurde das Werk fertiggestellt. An den Rändern entstanden Laufwege zum Treideln der Torfkähne. Jedes der damals sechs städtischen Boote konnte bis zu 5000 Torfsoden transportieren. Die Fahrt auf der neun Kilometer langen Strecke dauerte mehrere Tage. Die Torfschifffahrt der Stadt Hannover wurde jedoch schon im Jahre 1751 wieder eingestellt.
Während der einjährigen Besetzung Hannovers 1757 durch französische Truppen unter Richelieu wurde der Kanal völlig vernachlässigt, so dass er etwa zehn Jahre nach dem Ausbau erneut verschlammte und dann wegen Unpassierbarkeit endgültig stillgelegt wurde.
Mitte des 19. Jahrhunderts wurde der Schiffgraben im Bereich der Innenstadt von Hannover zwecks Stadterweiterung verrohrt und liegt unter der Straße. Das Wasser fließt unterirdisch weiter. Die steinerne Balustrade, die den Schiffgraben im innerstädtischen Bereich einfasste, wurde transloziert und dient seither als Begrenzungsmauer auf mehreren hundert Metern auf dem Stadtfriedhof Engesohde in der Südstadt.